# Мархлевський польський національний район

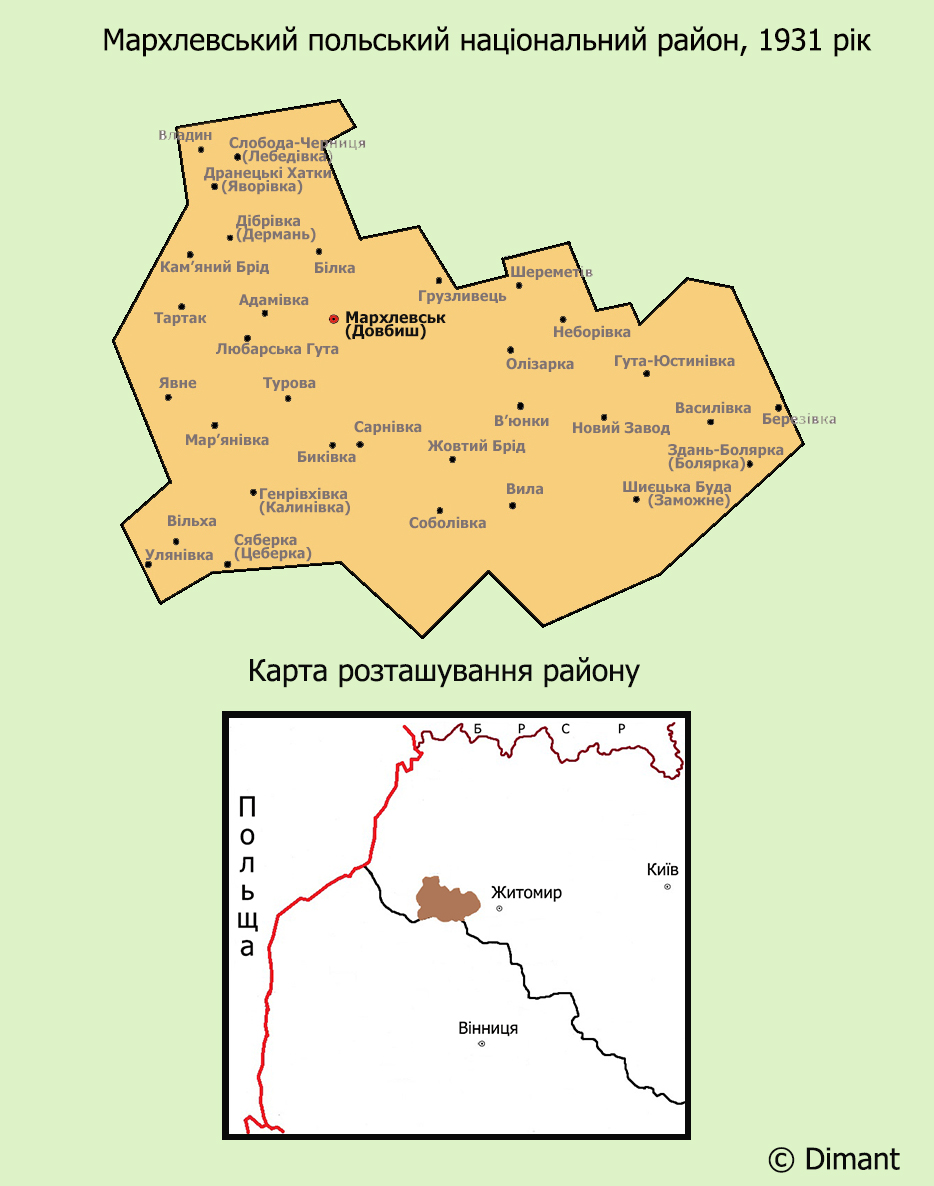
Карта розташування району.

Мархлевський польський національний район  — польський національний район у складі Української СРР, що існував в 1925—35 роках на захід від Житомира.

## Історія
Район утворено 17 вересня 1925 року в складі Житомирської (з 1926 — Волинської) округи УСРР на території, населеної переважно поляками. Центром району було призначено селище Мархлевськ (до цього називалося Довбиш). В 1930 році район перейшов у пряме підпорядкування УСРР, а в 1932 увійшов до складу Київської області.

4 червня 1934 р. до складу Мархлевського району включено; село Корчівку Троянівського р-ну (Київської обл.), село Людвиківку та частину колонії Синявки Дзержинського р-ну Вінницької області, колонії Осову та Лугову і частину Гуто-Жабокрицької сільради Баранівського р-ну (Київської обл.), села Кам'яний Майдан та Болярку Новоград-Волинського р-ну (Київської обл.).
В 1926 році в районі проживало близько 41 тис. мешканців. З них близько 70 % — поляки, 20 % — українці і 7 % — німці. Поміж сільрад району 30 було польських, дві українські й одна німецька.
У районі було 55 польських шкіл, 80 бібліотек і хат-читалень. Польськомовна газета «Marchlewszczyzna Radziecka» виходила накладом 25 тис. примірників. До початку комуністичних гонінь у 1930-х рр. у районі діяли три костели, дві каплиці, чотири парохи, зареєстровано 15 римо-католицьких громад.
У 1930-х роках Мархлевський район та його населення, в першу чергу духовенство, свідомі поляки та міцні господарники зазнали репресій. Колективізація у польському нацрайоні йшла мляво — якщо по Україні станом на 1932 рік було примусом колективізовано вже 61,5 % господарств, то тут лише 16,9 %. У 1935 році національний район поляків узагалі був ліквідований, а більшу частину поляків було депортовано до Казахстану. Мархлевськ був перейменований спочатку на селище Щорськ (1939 р.), а 1944 року селищу повернули історичну назву.